# 박쥐 동굴 광산

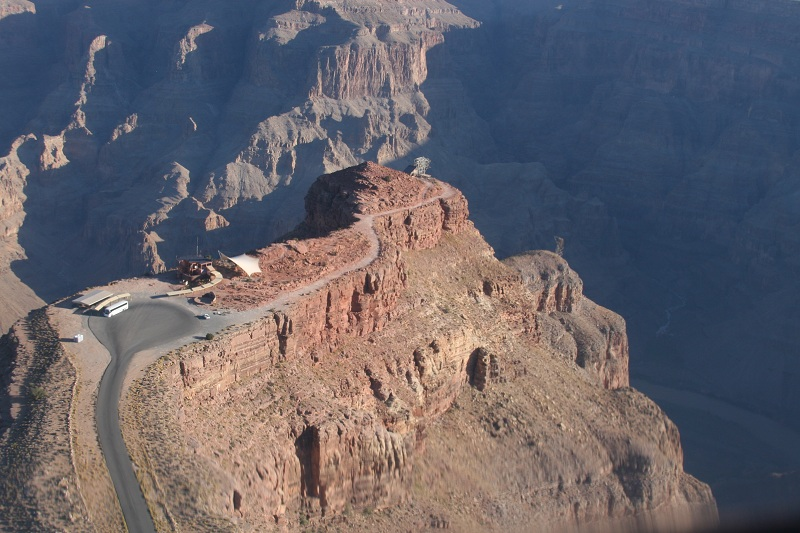
구아노 포인트 상공에서 본 모습. 흙길 끝(오른쪽)에 오래된 트램 웨이 헤드하우스가 있다. 두 번째 트램 웨이 타워는 오른쪽에 있는 스카이라인에서 더 명확하게 보인다. 박쥐 동굴 광산은 협곡 건너편 아래 2,500 피트 지점에 있다.

박쥐 동굴 광산(Bat Cave mine)은 애리조나주 그랜드 캐니언 서부에 있는 자연 동굴에 위치한 박쥐 구아노 광산으로, 미드호 위 800 피트, 콜로라도강 마일 266 지점에 있다.

## 광업
이 동굴은 1930년대에 지나가던 보트 타는 사람에 의해 발견된 것으로 보인다. 동굴 안에 있는 질소가 풍부한 구아노 퇴적물을 비료로 채굴하려는 초기 시도 몇 차례는 성공하지 못했다. U.S. 구아노 코퍼레이션은 1957년경 이 부지를 매입했다. 믿을 만한 광산 엔지니어의 추정치에 따르면 동굴에 100,000톤의 구아노가 포함되어 있으며, 회사는 이를 추출하기 위한 정교한 계획을 세웠다. 인근 콜로라도강의 모래톱에 작은 활주로가 건설되었고, 필요한 모든 물품과 기계는 비행기로 운반되었다. 광산에서 사우스 림의 구아노 포인트까지 공중 트램 웨이가 건설되었으며, 케이블 헤드하우스는 하발라파이 원주민 부족으로부터 임대한 땅에 건설되었다. 케이블 웨이는 강을 가로질렀으며, 주요 구간은 7,500 피트이고 수직 상승은 2,500 피트였다. 1.5인치 (38 mm) 철강 케이블 약 30,000 피트가 사용되어 구아노 2,500 파운드를 운반할 수 있는 케이블카를 지지하고 견인했다. 같은 케이블카는 광부들이 일터로 오가는 데 사용되었다. 구아노는 10인치 호스가 달린 대형 산업용 "진공 청소기"를 사용하여 채굴되었다. 케이블 헤드에서 구아노는 트럭으로 애리조나주 킹먼까지 운반되어 소매 판매용으로 포장되었다.
14개월이 걸린 케이블 웨이 건설 중에 몇 차례의 사고가 발생했다. 주요 케이블을 처음 장력 조절할 때 클러치 레버가 부러져 케이블 9,850 피트가 협곡으로 떨어졌다. 새로운 케이블이 주문되어 설치되었고, 채굴이 시작되었다. 20,000 피트의 견인 케이블은 몇 달 사용 후 마모되어 교체해야 했으며, 이는 회사의 총 투자액을 3,500,000 USD까지 증가시켰다.
광산 엔지니어의 구아노 퇴적 가능 규모에 대한 추정치는 지나치게 낙관적인 것으로 판명되었다. 동굴에는 채굴 가능한 물질이 약 1,000톤만 포함되어 있었다. 동굴 대부분은 가치가 없는 석회암 잔해로 채워져 있었다.
1959년, 케이블 웨이는 영화 영원의 가장자리 촬영에 사용되었으며, 영화의 절정은 케이블카 위에서의 싸움을 포함한다.
채굴은 1960년 초에 중단되었다. 당시 구아노는 톤당 약 100달러에 판매되었으며, 이는 총 매출액 100,000달러만 창출하기에 충분했다.

## 과학 연구
고생물학자 폴 S. 마틴과 동료는 1958년 뉴욕 타임스에서 구아노가 "수백만 년 전의 거대한 육식 박쥐"에서 나왔다는 보도를 읽고 광산을 방문했다. 구아노는 실제로 곤충을 먹는 자유꼬리 박쥐, 브라질 자유꼬리 박쥐에서 나왔다. 마틴은 구아노 표면 아래 7 피트(2m)에서 샘플을 채취했으며, 이는 12,900 ± 1,500년 전의 방사성 탄소 연대 측정 결과를 나타냈다. 광부들은 "박쥐 묘지"를 발견했다고 보고했으며, 일부는 미라화된 자유꼬리 박쥐가 있었다. 거대한 육식 박쥐는 발견되지 않았다. 마틴은 당시 그의 연구 관심사였던 화석 꽃가루를 찾기를 희망했지만, 그의 샘플에서는 찾지 못했다.
1975년 폐기된 광산은 그랜드 캐니언 국립공원의 일부가 되었다. 미국 국립공원관리청은 나중에 공원 내 트램 웨이 잔해를 제거할 것을 제안했지만, 이러한 흥미로운 역사적 유물의 철거에 대한 대중의 항의가 있었다. 2007년 현재, 박쥐 동굴과 웨스트 림의 하발라파이 인디언 보호구역에 오래된 운영의 일부 잔해가 남아 있다.
구아노 포인트는 여전히 라스베이거스, 네바다주에서 오는 항공 투어의 인기 정거장이다. 관광객들은 오래된 광산 운영의 잔해를 살펴볼 수 있다. 투어 운영자는 하발라파이 부족에게 사용료를 지불하며, 부족은 그랜드 캐니언 웨스트 사업의 일부로 오래된 트램 웨이 헤드하우스 근처에서 바비큐 점심을 제공한다.